# David Hewett
Pour les articles homonymes, voir Hewett.
Pas d'image ? Cliquez ici

a Compétitions nationales et continentales officielles uniquement.

b Matchs officiels uniquement.
Dernière mise à jour le 4 août 2019.
 David Norman Hewett (né le 14 juillet 1971 à Christchurch en Nouvelle-Zélande) est un joueur, puis entraîneur, de rugby à XV néo-zélandais qui a joué avec les All-Blacks au poste de pilier (1,91 m pour 113 kg).

## Carrière

### En club et province
- Club :  Canterbury Crusaders (1999-2005)
- Province : Canterbury (1998-2005)

Il a débuté avec la province de Canterbury en 1998 et avec les Crusaders en 1999.

### En équipe nationale
Il a disputé son premier test match (à 30 ans)  le 17 novembre 2001 contre l'équipe d'Irlande et le dernier contre l'équipe de France, le 20 novembre 2003.
Il a disputé six matchs de la coupe du monde de rugby 2003, dont la petite finale contre la France. Il participe également à deux éditions du Tri-nations en 2002 et 2003.

### Entraîneur
- 2009-2016 : Entraîneur de la mêlée puis des avants des Crusaders (adjoint de Todd Blackadder)
- 2017 : Sélectionneur par intérim de l'équipe des États-Unis
- Depuis 2017 : Entraîneur des avants de l'équipe de Nouvelle-Zélande des moins de 20 ans
- Depuis 2018 : Entraîneur principal de Southland

## Statistiques

### En équipe nationale
De 2001 à 2003, David Hewett compte 22 sélections avec les All-Blacks, inscrivant 10 points. Avec les Kiwis, il dispute une Coupe du monde en 2003. Il participe à deux éditions du Tri-nations en 2002 et 2003.

## Palmarès

### En club
- 71 matchs de Super 12/14 avec les Crusaders
- 54 matchs avec Canterbury
- Vainqueur du Super 12 en 2002 et 2005
- Vainqueur du Ranfurly Shield en 2000 avec Canterbury.

### En équipe nationale
- Nombre de matchs avec les Blacks : 22 (+2 non officiels)
- Matchs avec les Blacks par année : 3 en 2001, 7 en 2002, 12 en 2003
- Vainqueur du Tri-nations en 2002 et 2003
- Troisième de la Coupe du monde 2003